# Beilage (Speise)
Als Beilage (auch Beigabe) bezeichnet man Bestandteile von Gerichten. Sie geben einem Gericht neben der Zubereitungsart den bestimmenden Charakter. Damit ist Beilage der Gegenbegriff zur Hauptzutat, die oft aus Fleisch oder Fisch besteht. Die für die jeweilige Hauptzutat typische Beilage wird als Garnitur bezeichnet. Im Wiener Raum wird speziell bei Fleischgerichten auch der Begriff Zuspeise verwendet.

## Definitionen
In Deutschland unterteilt man die Beilage heute in Sättigungsbeilage und Gemüsebeilage; ursprünglich ist „Sättigungsbeilage“ ein Begriff der DDR-Gastronomie. Birgit Wolf definiert den DDR-Begriff Sättigungsbeilage als „Sammelbezeichnung für die in Gaststätten zu Fleischgerichten gereichten Kartoffeln, Reis, Nudeln, wenn bei Druck der Speisekarte nicht absehbar war, was zur Verfügung stehen würde.“ Die Beilage kann in Gaststätten auf Wunsch oft auch geändert werden, beispielsweise Pommes frites statt Spätzle.

## Beilagenarten

### Sättigungsbeilage

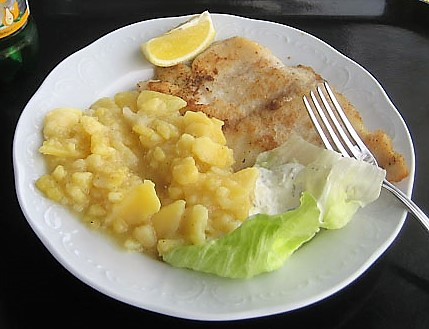
Kartoffelsalat als Sättigungsbeilage, hier zu Rotbarschfilet

Als Sättigungsbeilagen werden heute in ganz Deutschland kohlenhydratreiche Lebensmittel bezeichnet, die bei einer Mahlzeit vor allem Energie (siehe: physiologischer Brennwert) und Ballaststoffe liefern sollen, um zur Sättigung beizutragen. Typischerweise sind sie wenig bzw. mild gewürzt, um den Charakter des Gerichts nicht zu beeinflussen. Sie werden überwiegend warm oder im abgekühlten Zustand (z. B. „Lauwarmer Kartoffelsalat“) angeboten. Daneben sind Salate aus Kartoffeln und Nudeln verbreitete Beilagen.
Als Sättigungsbeilage bezeichnet man:
- Teigwaren: Nudeln, Spätzle
- Pflanzenknollen: Kartoffel, Süßkartoffel, Topinambur
- Klöße wie Knödel und Nocken
- verschiedene Getreidearten wie Reis und Hirse sowie Mais (als Polenta; Zuckermais aber zubereitet wie Gemüse)
- Erbspüree

### Gemüsebeilage

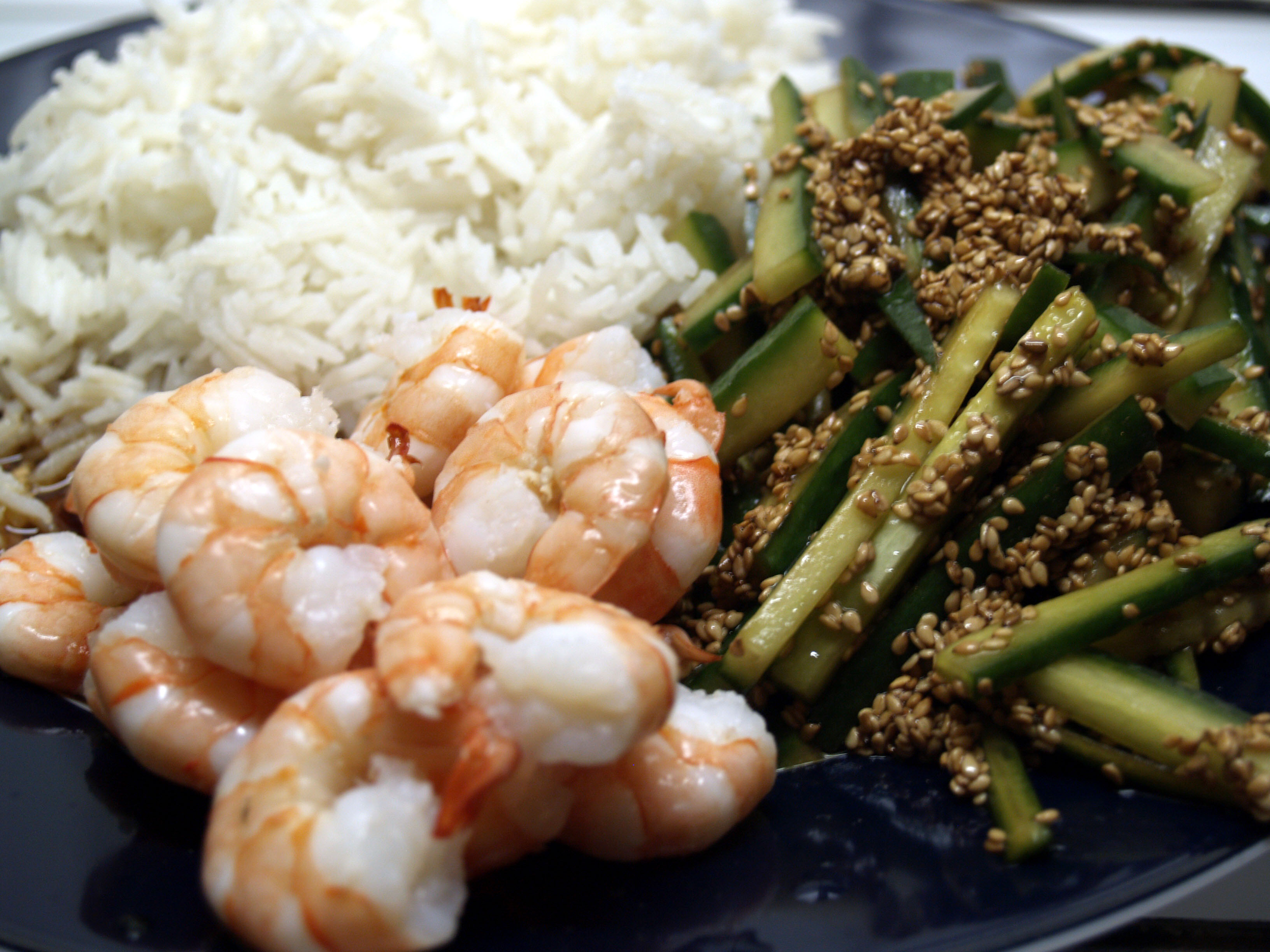
Basmati-Reis als Sättigungsbeilage und Gurkenstifte als Gemüsebeilage, hier zu Garnelen

Gemüsebeilagen sind kohlenhydratarme Lebensmittel, die hauptsächlich der Aufwertung der Mahlzeit mit Ballaststoffen, Vitaminen und Mineralstoffen dienen.
Als Gemüsebeilage bezeichnet man:
- gegarte frische Gemüse und Pilze
- gekochtes oder gedünstetes Gemüse: Blattgemüse, Wurzelgemüse, Hülsenfrüchte u. a.

Daneben wird zu einigen Gerichten auch Salat als Beilage serviert. Bei manchen theoretischen Einteilungen wird auch die Garnitur und Dekoration als Gemüsebeilage bezeichnet.